# Cappella del Crocifisso (Bagno a Ripoli)
La Cappella del Crocifisso si trova a Baroncelli, frazione di Bagno a Ripoli nella Città Metropolitana di Firenze.

## Descrizione

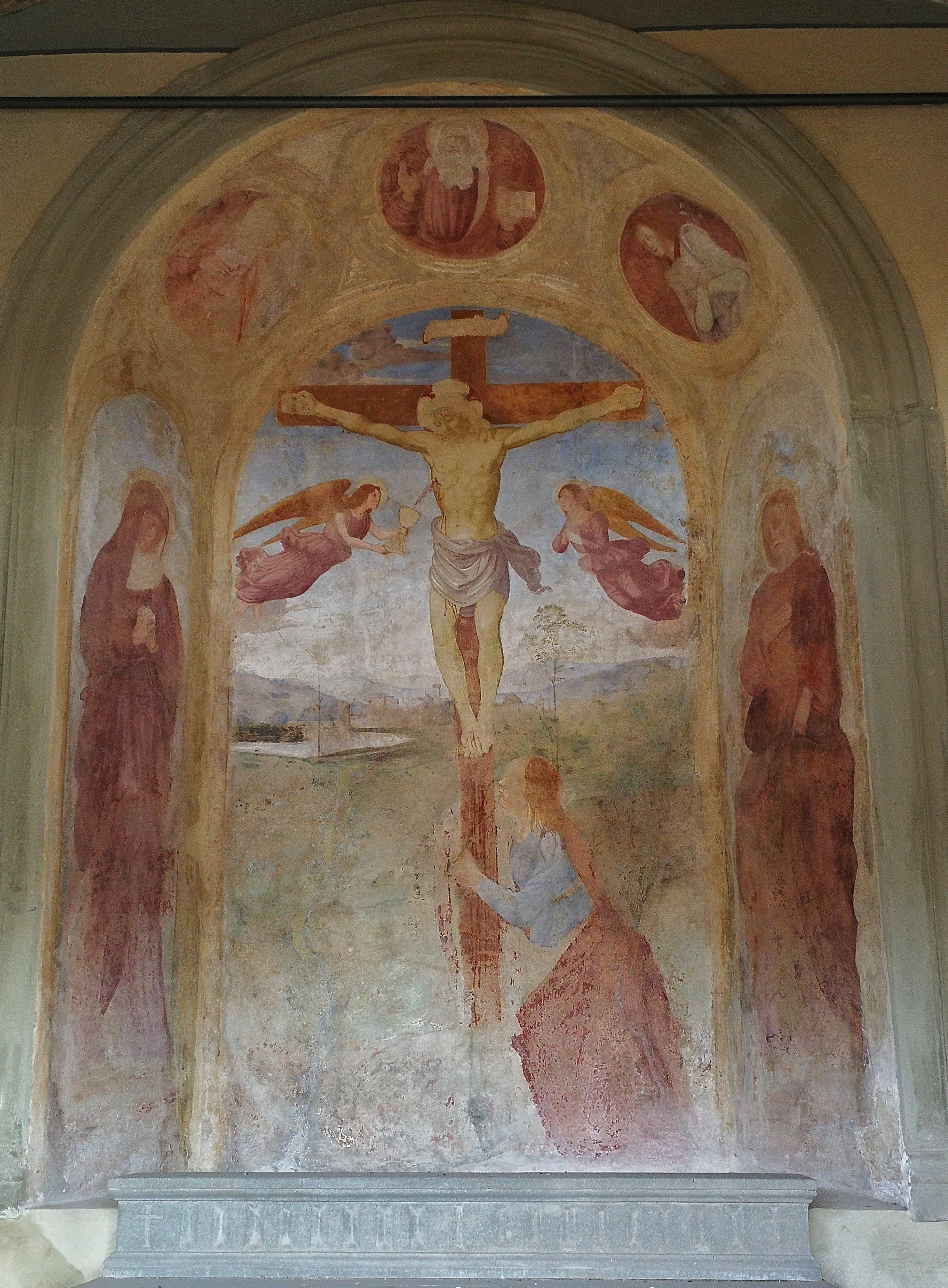
Cappella del Crocifisso a Baroncelli, affresco con la Crocifissione di Biagio di Antonio

La cappella, posta sull'antica via di Baroncelli presso il cimitero della frazione omonima, è una piccola architettura rinascimentale di origine probabilmente quattrocentesca, con facciatina ornata di un piccolo oculo sopra la porta. Certamente rinascimentale è l'affresco sul fondo, restaurato tra 2014 e 2018, grazie ad un apposito comitato formatosi nel 2007. L'affresco rappresenta una Crocifissione con Maria Maddalena ed è stato attribuito a Biagio di Antonio e datato ai primi anni del Cinquecento.